# Zlata Bartl
Zlata Bartl (ur. 20 lutego 1920 w Dolacu, zm. 30 lipca 2008) – chorwacka chemiczka, twórczyni Vegety.

## Życiorys
Po ukończeniu szkoły w 1938 roku w Sarajewie studiowała na Uniwersytecie w Zagrzebiu. Studia ukończyła w 1942 roku. Znała niemiecki, francuski, hiszpański i włoski. Pracowała jako nauczycielka w liceum w Sarajewie. Za zorganizowanie wycieczki do Włoch w 1945 roku władze Jugosławii skazały ją na 8 lat więzienia i pozbawienie praw obywatelskich. Zarzucono jej przynależność do ustaszy i sprzyjanie włoskiemu faszyzmowi. W więzieniu w Zenicy spędziła 15 miesięcy. Wyszła na wolność 28 czerwca 1946 roku. Podczas pobytu w więzieniu zachorowała na gruźlicę kręgosłupa. Pracowała w Instytucie badań przemysłowych. Od 1955 roku była zatrudniona w przedsiębiorstwie Podravka. W 1957 roku rozpoczęto produkcję opracowanych przez zespół pod jej kierownictwem odwodnionych zup. Najpierw warzywnych, a rok później z wołowiny i kurczaka z makaronem. W 1958 roku opracowała recepturę przyprawy do potraw Vegety, której produkcję rozpoczęto w 1959 roku. W 1976 roku przeszła na emeryturę. Pod koniec życia mieszkała i zmarła w domu starców w Kropivnicy i tam została pochowana. W pogrzebie wzięli udział wicepremier Republiki Chorwacji Damir Polančec i prezes zarządu Podravki Zdravko Šestak.

## Odznaczenia
- 2 listopada 2006 miasto Koprivnica nadało jej honorowe obywatelstwo[4]
- 1998 Zlatna Kuna (Złota Kuna) Chorwackiej Izby Handlowej[5]
- Order Chorwackiej Jutrzenki w kategorii wynalazczość z wizerunkiem Nikoli Tesli[4]
- 1996 Nagroda za całokształt twórczości, za wieloletnią pracę i wybitne osiągnięcia od miasta Koprivnica[4]
- 1997 Dyplom z okazji 50. rocznicy Chorwackiego Stowarzyszenia Kultury Technicznej za jej wkład w rozwój i promowanie kultury technicznej[6]
- 1985 Chorwacka nagroda techniczna[7]

## Fundacja
W 2001 roku została założona przez firmę Podravka Fundacja im. Zlaty Bartl. Przyznaje stypendia studentom, zachęcając ich do kreatywnej, innowacyjnej i naukowej pracy badawczej. Pierwsze stypendia przyznano w roku akademickim 2004/2005.